# رومانو گالوانی
رومانو گالوانی (انگلیسی: Romano Galvani؛ زادهٔ ۲۵ اوت ۱۹۶۲) بازیکن فوتبال اهل ایتالیا است.
از باشگاه‌هایی که در آن بازی کرده‌است می‌توان به باشگاه فوتبال اینتر میلان، باشگاه فوتبال کرمونزه، باشگاه فوتبال بولونیا، باشگاه فوتبال دلفینو پسکارا، و باشگاه فوتبال آولینو اشاره کرد.